# 90-94 Maiden Lane
90-94 Maiden Lane es un edificio de hierro fundido en la calle Gold entre las calles William y Pearl en el distrito financiero de Manhattan, Nueva York (Estados Unidos). Fue construido entre 1870 y 1871 en el estilo Segundo Imperio y se atribuye a Charles Wright.
Tiene una fachada de hierro fundido de Architectural Iron Works de Daniel D. Badger, y es uno de los pocos ejemplos sobrevivientes de la arquitectura de hierro fundido entre Fulton Street y Battery, así como uno de los pocos comerciales de mediados del siglo XIX edificios aún en pie en el Bajo Manhattan. La fachada del edificio fue encargada por Roosevelt & Son, el principal importador de espejos y vidrio plano. Theodore Roosevelt Sr., padre del presidente estadounidense Theodore Roosevelt, fue uno de los directores de la empresa. A diferencia de la mayoría de los otros edificios de este tipo, no se ha convertido en apartamentos en condominio y todavía se usa como edificio comercial.
El edificio fue designado monumento de la ciudad de Nueva York el 1 de agosto de 1989.